# ТЕЦ Бакеу
46°31′51″ пн. ш. 26°56′19″ сх. д. / 46.53083° пн. ш. 26.93861° сх. д.
ТЕЦ Бакеу – теплоелектроцентраль на північному сході Румунії.
У 1980-х роках в Бакеу розпочали проект зведення ТЕЦ, яка повинна була мати три однотипні блоки з паровими котлами виробництва бухарестського заводу Vulcan типу CR-1244 продуктивністю 420 тон пари на годину, паровими турбінами DSL-50 потужністю 50 МВт та генераторами TH-60-2. Крім того, для забезпечення додаткового теплопостачання передбачався четвертий котел того ж типу. Втім, у підсумку змогли звести тільки один блок, який став до ладу в 1997 році. Він використовував буре вугілля та вже у 2013-му був виведений з експлуатації через невідповідність екологічним стандартам.
В 2008 році станцію підсилили за рахунок газової турбіни потужністю 14 МВт, яка живить котел-утилізатор з тепловою потужністю 22 МВт. Як паливо турбіна споживає природний газ, який надходить до Бакеу по газопроводу від Онешті. 
Також на майданчику працює ведений в 2000-му паровий котел Babcock потужністю 77 МВт, призначений для постачання пари промисловим споживачам. Він використовує природний газ та мазут.
Для видалення продуктів згоряння вугільних блоків на станції встигли спорудити аж два димаря заввишки по 210 метрів.